# Xestocephalus longus
Xestocephalus longus är en insektsart som beskrevs av Paul S. Cwikla 1985. Xestocephalus longus ingår i släktet Xestocephalus och familjen dvärgstritar. Inga underarter finns listade i Catalogue of Life.